# Eleição da sede da Copa do Mundo FIFA de 2014

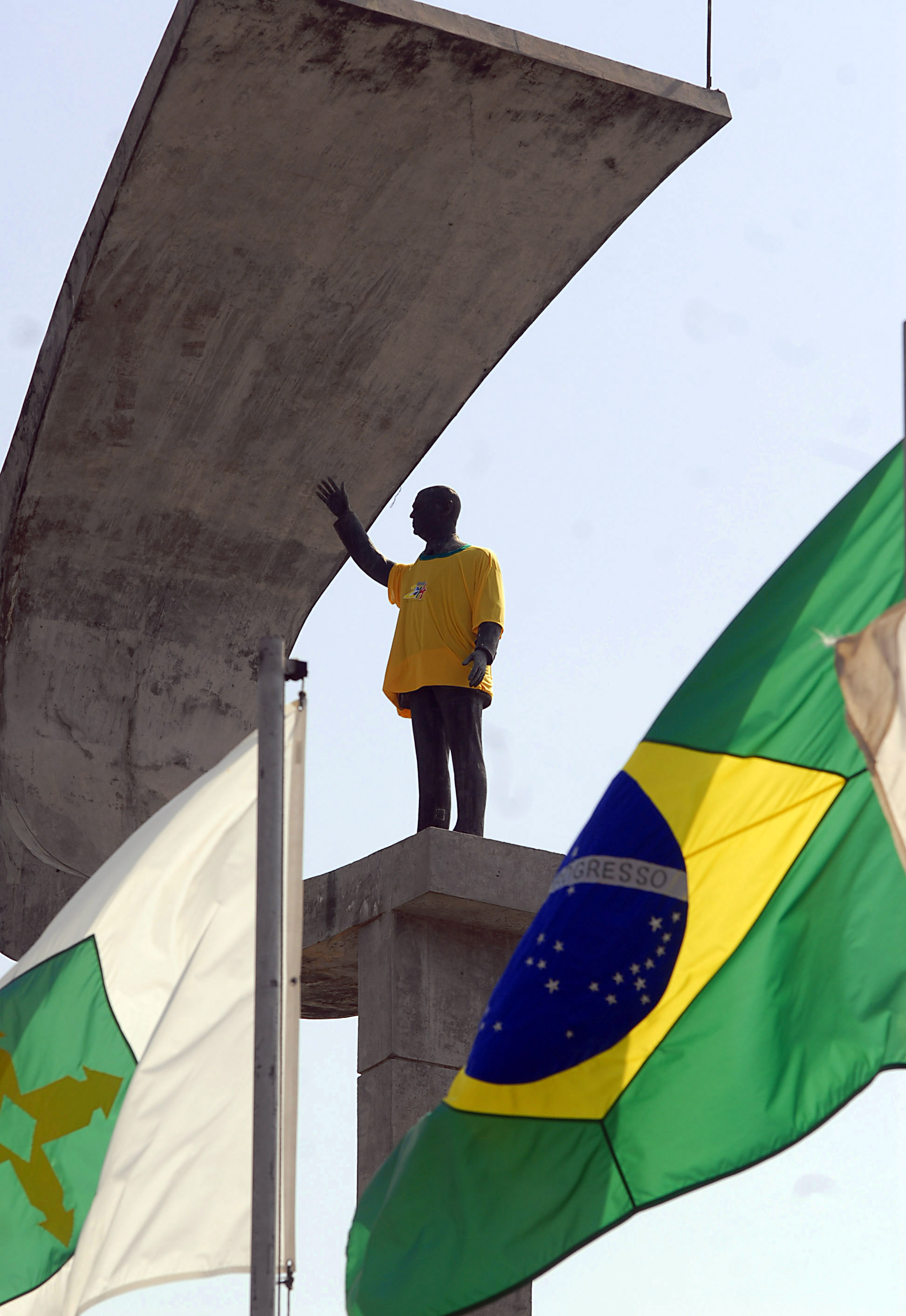
Estátua de Juscelino Kubitschek em Brasília com a camisa da seleção brasileira, após anúncio oficial feito pela FIFA confirmando o Brasil como sede da Copa do Mundo de 2014.

A eleição da sede da Copa do Mundo FIFA de 2014 foi um processo feito pela Federação Internacional de Futebol (FIFA) que formalizou o Brasil em 30 de outubro de 2007 como sede da Copa do Mundo FIFA de 2014.

## Cronologia e desenvolvimento dos acontecimentos
No dia 3 de Junho de 2003, a Confederação Sul-Americana de Futebol (CONMEBOL) havia anunciado que a Argentina, o Brasil e a Colômbia se candidataram à sede do evento. Em 17 de março de 2006, as confederações da CONMEBOL votaram de forma unânime pela adoção do Brasil como seu único candidato.
O presidente da FIFA, Joseph Blatter, disse em 4 de julho de 2006 que, nesse caso, a Copa do Mundo de 2014 provavelmente seria sediada no país. No dia 28 de Setembro do mesmo ano, ele se encontrou com o Presidente Lula e disse que queria que o país provasse sua capacidade antes de tomar uma decisão. O dia 7 de fevereiro de 2007 seria a data final para as inscrições, porém a FIFA antecipou o prazo, tendo este acabado em 18 de dezembro de 2006.

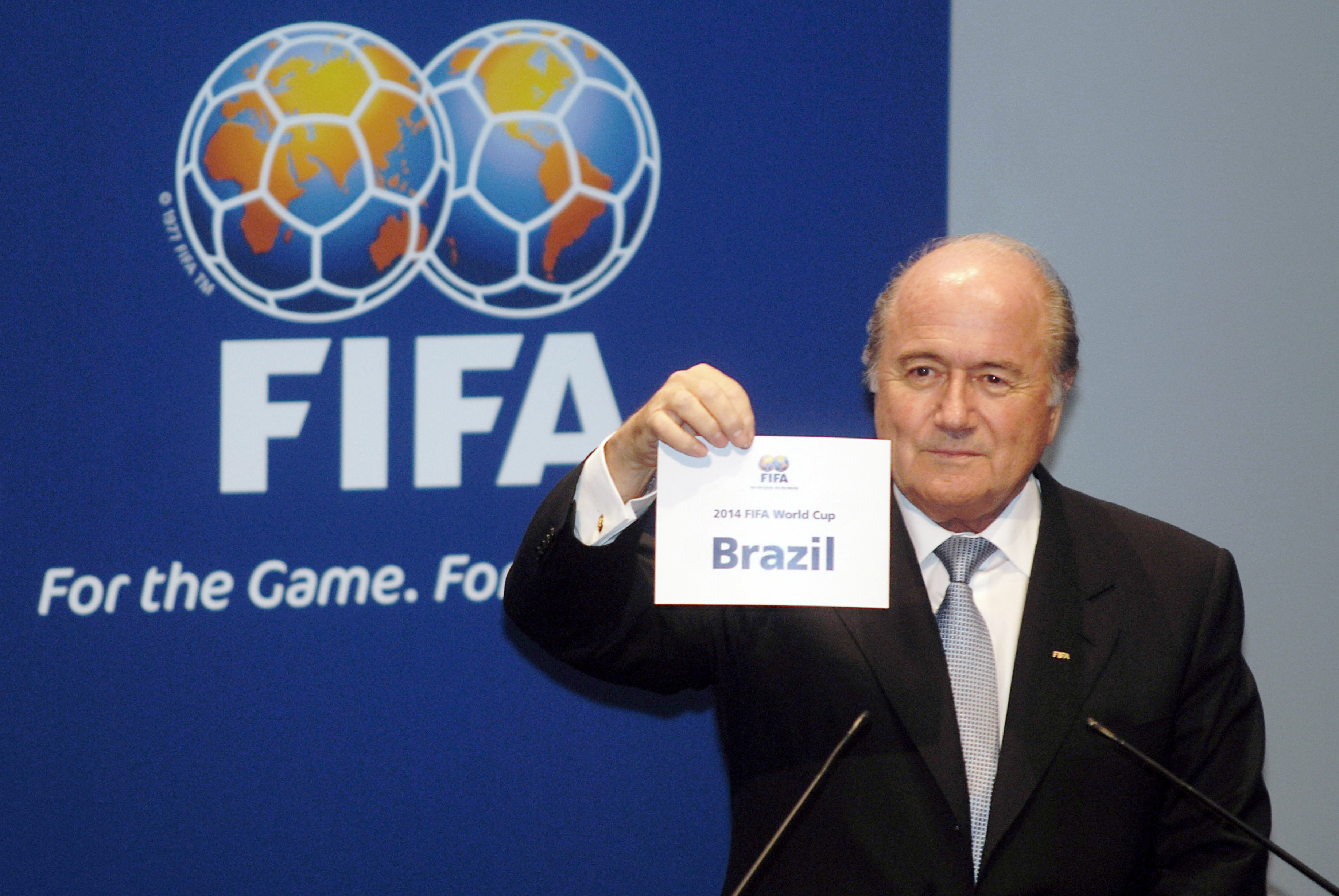
Joseph Blatter faz o anúncio do Brasil como país-sede da Copa do Mundo de 2014.

No dia 13 de abril de 2006, após visitar o Maracanã, no Rio de Janeiro, o Morumbi, em São Paulo, o Mineirão, em Belo Horizonte, e o Beira-Rio, em Porto Alegre, Blatter disse que o país não tinha nenhum estádio em condições de sediar a Copa. Lula, porém, disse a jornalistas no dia 15 de setembro de 2006 que o Brasil deveria construir doze novos estádios para ser capaz de sediar a Copa. Lula ainda disse que nem mesmo a Kyocera Arena, o moderno estádio do Atlético Paranaense em Curitiba, tinha os pré-requisitos, pois havia questões de acesso e estacionamento.
Apesar de tudo, tanto Blatter quanto o Presidente Lula estavam otimistas na reunião. O Ministro dos Esportes do Brasil, Orlando Silva, disse que "o Brasil fará o que for preciso para que a Copa seja realizada no país." O presidente da Confederação Brasileira de Futebol (CBF), Ricardo Teixeira, disse que recuperar estádios e/ou construir novos estádios seria responsabilidade da iniciativa privada.
Em 31 de maio de 2007, encerrou-se o prazo dado pela FIFA e pela CBF para que as cidades interessadas em sediar partidas do Mundial fizessem suas respectivas candidaturas. Vinte e uma cidades de dezenove estados, mais o Distrito Federal entregaram à comissão organizadora os protocolos preenchidos de acordo com o Caderno de Encargos da FIFA.

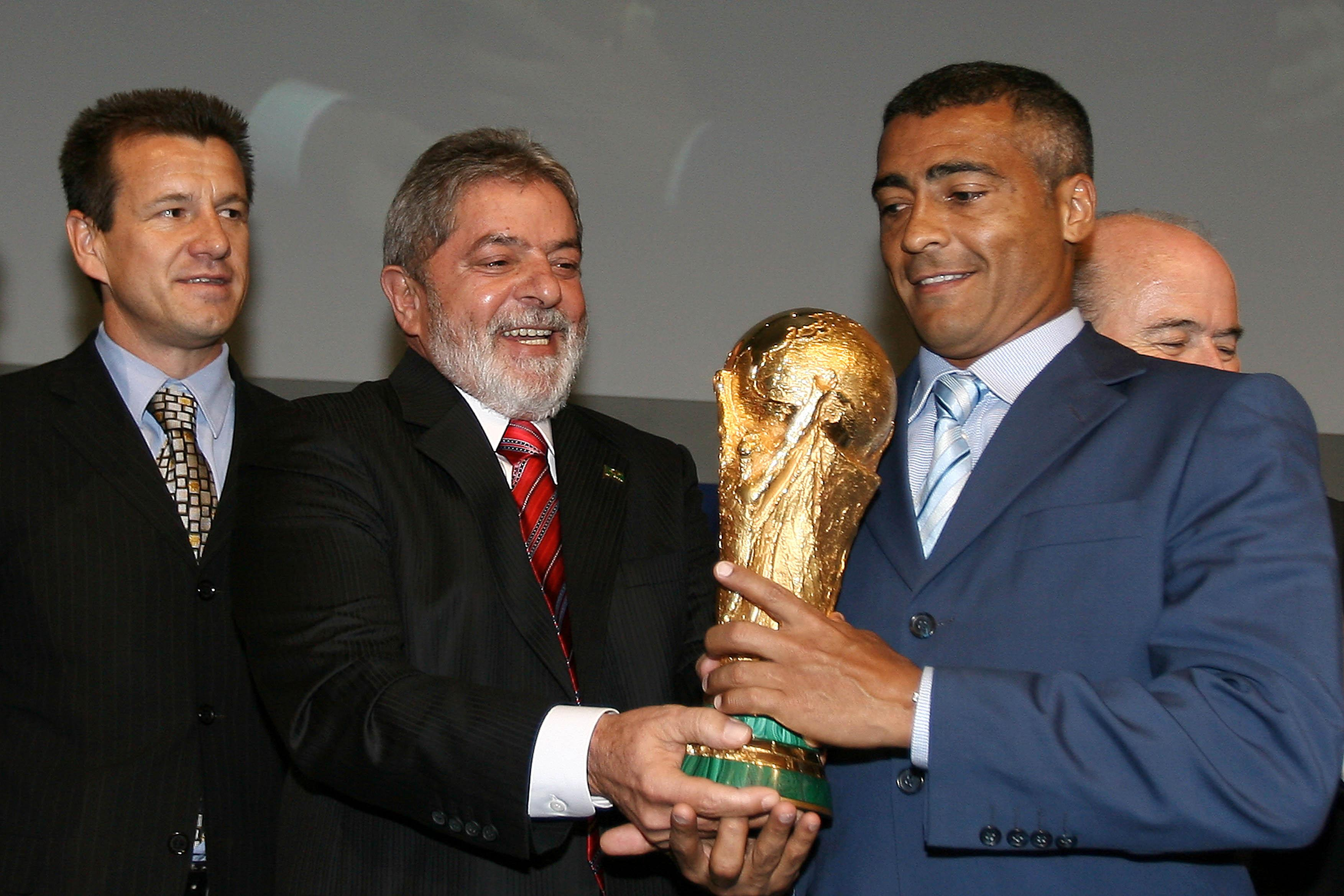
Luiz Inácio Lula da Silva, Dunga e Romário após o anúncio do Brasil como país-sede.

Em 31 de julho de 2007 a CBF entregou na sede da FIFA em Zurique, na Suíça, os documentos da proposta, na qual apareciam as dezoito cidades selecionadas (incluída a candidatura conjunta de Recife e Olinda).
No final no mês de agosto de 2007 uma comissão formada por inspetores da FIFA esteve nas cidades de São Paulo, Rio de Janeiro, Belo Horizonte, Brasília e Porto Alegre, para vistoriar pessoalmente os estádios e a infra-estrutura destas cidades candidatas a sede. Além das visitas, os inspetores da FIFA assistiram às apresentações dos projetos das demais cidades candidatas.
No dia 30 de outubro de 2007 a FIFA ratificou o Brasil como país-sede da Copa do Mundo de 2014. A escolha das cidades-sede ficou para o fim de 2008.
Um dia após, um estudo realizado pelo Sindicato de Arquitetura e Engenharia (Sinaenco) mostrou que, sete anos antes da Copa, nenhum estádio do país atende aos padrões da Fifa. Coordenado pelo jornalista Rodrigo Prada, o dossiê apontava a Fonte Nova, na Bahia, como a pior dentre todas arenas visitadas no país. Dias depois, um acidente na estrutura do estádio da Fonte Nova prejudicou a comemoração da torcida baiana e matou sete pessoas[carece de fontes?].

## Candidaturas que não chegaram a ser lançadas
Argentina e Chile
Em 2005, chegou a ser levantada a hipótese de que estes dois países apresentassem à FIFA uma candidatura conjunta para o Mundial de 2014, assim como ocorreu no mundial de 2002 na Coreia do Sul e no Japão. Porém, tal candidatura não foi levada em frente e ambas as federações nacionais de futebol decidiram apoiar a candidatura brasileira.
Canadá
O Canadá expressou interesse em sediar a Copa do Mundo de 2014. Era um candidato em potencial, caso o Brasil não conseguisse preencher os requisitos que a FIFA exige para sediar o evento.
Colômbia
O presidente da Colômbia, Álvaro Uribe, anunciou em 15 de Julho de 2006 que o país se candidataria a sede do Mundial de 2014. A Colômbia enviou o pedido de inscrição no último dia, concorrendo com o Brasil. A Colômbia seria a sede da Copa do Mundo de 1986, mas a sede passaria para o México por questões econômicas, atritos com a FIFA e pelo momento instável em que o país se encontrava.
No dia 11 de abril de 2007 a Federação Colombiana de Futebol enviou um comunicado para a FIFA desistindo de sua candidatura e apoiando incondicionalmente a candidatura brasileira para a sede do Mundial de Futebol.
Comunidade Andina
Em 2002, a Federação Peruana de Futebol anunciou sua intenção de apresentar junto a FIFA uma proposta para que a sede da Copa do Mundo de 2014 ocorresse não em um país mas na  Comunidade Andina (Colômbia, Equador, Peru e Bolívia).
Porém tal especulação nunca foi sequer oficialmente admitida por todas as federações envolvidas, vez que, a ideia seria impraticável, pois seriam quatro países automaticamente classificados para o mundial, deixando para os demais países filiados à CONMEBOL apenas uma vaga para a repescagem. Outro fator que inviabilizaria o projeto é a questão das grandes altitudes.
Estados Unidos
O presidente da FIFA, Joseph Blatter sugeriu no fim de 2006 que caso o Brasil desistisse ou não cumprisse os encargos exigidos para sediar um mundial, os Estados Unidos poderiam organizar a Copa do Mundo de 2014, pois além de terem grandes e modernos estádios de futebol americano, que facilmente seriam adaptados para a prática do futebol, o país conta com uma grande infra-estrutura e experiência na organização de grandes eventos esportivos e realizou impecavelmente a Copa do Mundo de 1994.
Venezuela
O presidente venezuelano Hugo Chávez, por ocasião da realização da Copa América 2007 em seu país, manifestou ao presidente da FIFA, Joseph Blatter, o interesse de seu país em sediar o Torneio Mundial de Futebol de 2014. Porém, a investida venezuelana foi descartada pelo mandatário da FIFA, pois o prazo para inscrições de candidaturas para sediar o Mundial de 2014 já havia se encerrado.